# Киттиля
Ки́ттиля (фин. Kittilä, северносаам. Gihttel) — община в северной части Финляндии, в провинции Лапландия.

## Общая информация
Площадь общины — 8263,08 км². Граничит с общинами: Энонтекиё (на северо-западе), Инари (на северо-востоке), Соданкюля (на востоке), Рованиеми (на юге), Колари (на юго-западе) и Муонио (на западе). Киттиля является популярным местом отдыха. Наиболее известный горнолыжный курорт — Леви, один из крупнейших в Финляндии. На территории общины имеется аэропорт, открытый в 1983 году. В 2010 году его пассажиропоток составил 215 тысяч человек.
Самая низкая температура на территории Финляндии за весь период метеонаблюдений (по данным на 14 февраля 2011 года) наблюдалась именно в Киттиля 28 января 1999 года: −51,5 °C.

## Экономика
В 2006 году было объявлено о том, что канадская горнодобывающая корпорация Agnico Eagle Mines начнёт разработку золотого рудника в Киттиля. В 2009 году рудник дал первую продукцию. На сегодняшний день (2011) этот рудник является самым большим в Европе. Проектный уровень добычи рудника — около 5 тонн золота в год. Оценка запасов месторождения — 3 млн унций. Предполагается, что рудник просуществует около 15 лет.
В 2011 году было объявлено, что в Киттиля обнаружено ещё одно перспективное месторождение золота.
На 2020 год производительность рудника составляла около 6 тонн в год.

## Население
Население по данным на 2012 год составляет 6281 человек. Плотность населения составляет 0,78 чел/км².
Родной язык населения:
- финский: 98 %
- шведский: 0,3 %
- саамские: 0,1 %
- другие: 1,6 %

Возрастные группы населения:
- от 0 до 14 лет: 15,8 %
- от 15 до 64 лет: 66,0 %
- старше 65 лет: 18,2 %

| 1970 | 1975 | 1980 | 1985 | 1990 | 1995 | 1998 | 2000 | 2002 | 2004 | 2006 | 2008 | 2010 | 2011 |
| ---- | ---- | ---- | ---- | ---- | ---- | ---- | ---- | ---- | ---- | ---- | ---- | ---- | ---- |
| 7272 | 6718 | 6404 | 6213 | 6167 | 6205 | 5994 | 5819 | 5797 | 5833 | 5887 | 6036 | 6123 | 6200 |

## Политика
| Партия                | Результаты выборов 2008 | Места |
| --------------------- | ----------------------- | ----- |
| Финляндский центр     | 50,2 %                  | 14    |
| Левый союз            | 30,3 %                  | 8     |
| Национальная коалиция | 12,4 %                  | 3     |
| Социал-демократы      | 7,1 %                   | 2     |

## Деревни
На территории общины расположены следующие деревни:
- Ala-Kittilä
- Alakylä
- Hanhimaa
- Helppi
- Hormakumpu
- Hossa
- Jeesiöjärvi
- Kallo
- Kaukonen

- Kelontekemä
- Kiistala
- Kinisjärvi
- Kittilä
- Kotakumpu
- Kuivasalmi
- Köngäs
- Lehmilehto
- Levi

- Lintula
- Lompolo
- Maunujärvi
- Molkojärvi
- Pitkäkumpu
- Pokka
- Pulju
- Raattama
- Rauhala

- Rautuskylä
- Sirkka
- Sätkenä
- Tepasto
- Tepsa
- Veitservasa
- Veittivuoma
- Vesma
- Vittakumpu

## Известные люди
- Арто Паасилинна — известный финский писатель
- Рейдар Сярестёниеми — финский художник

## Галерея

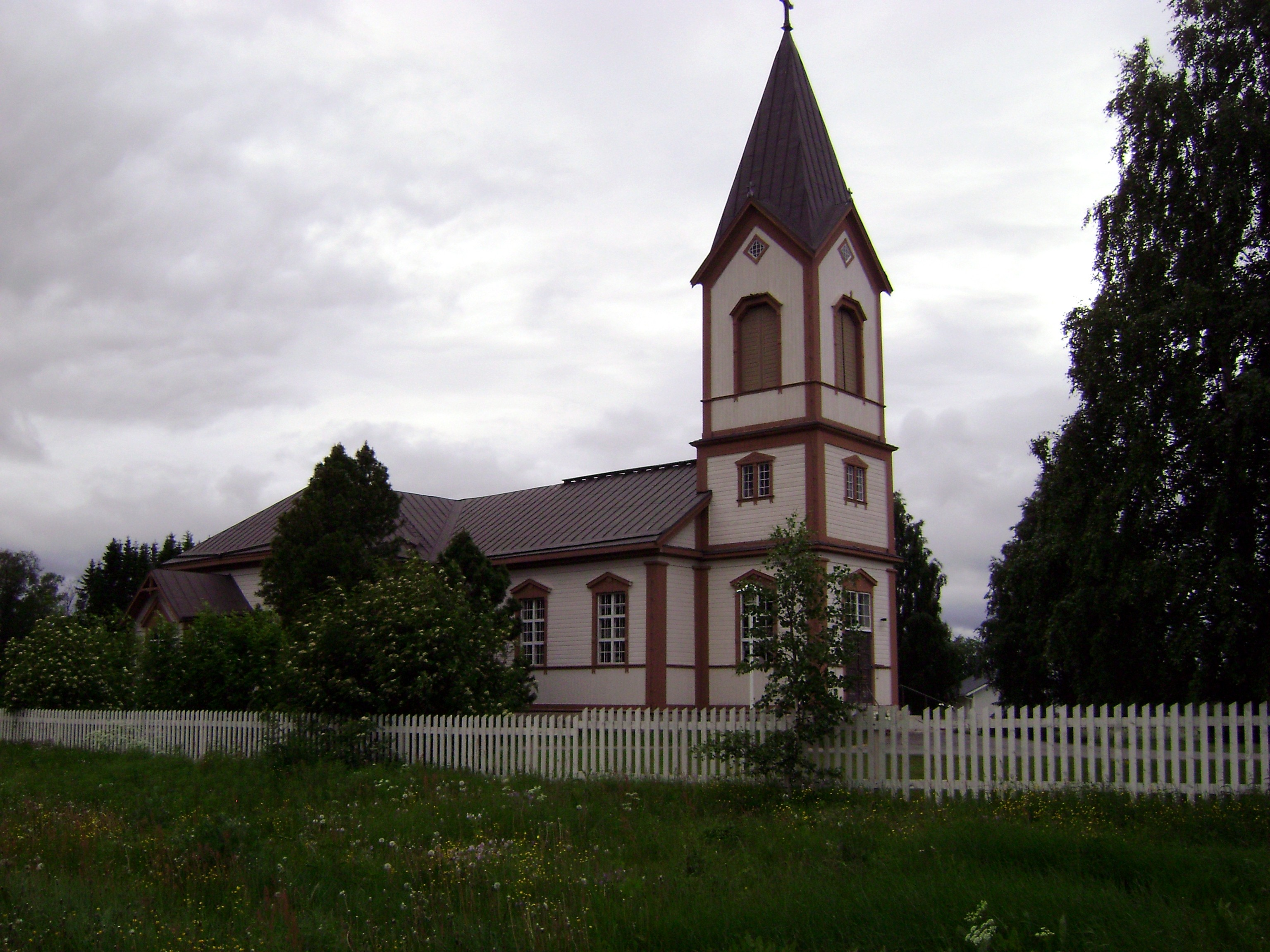
Церковь Китилля
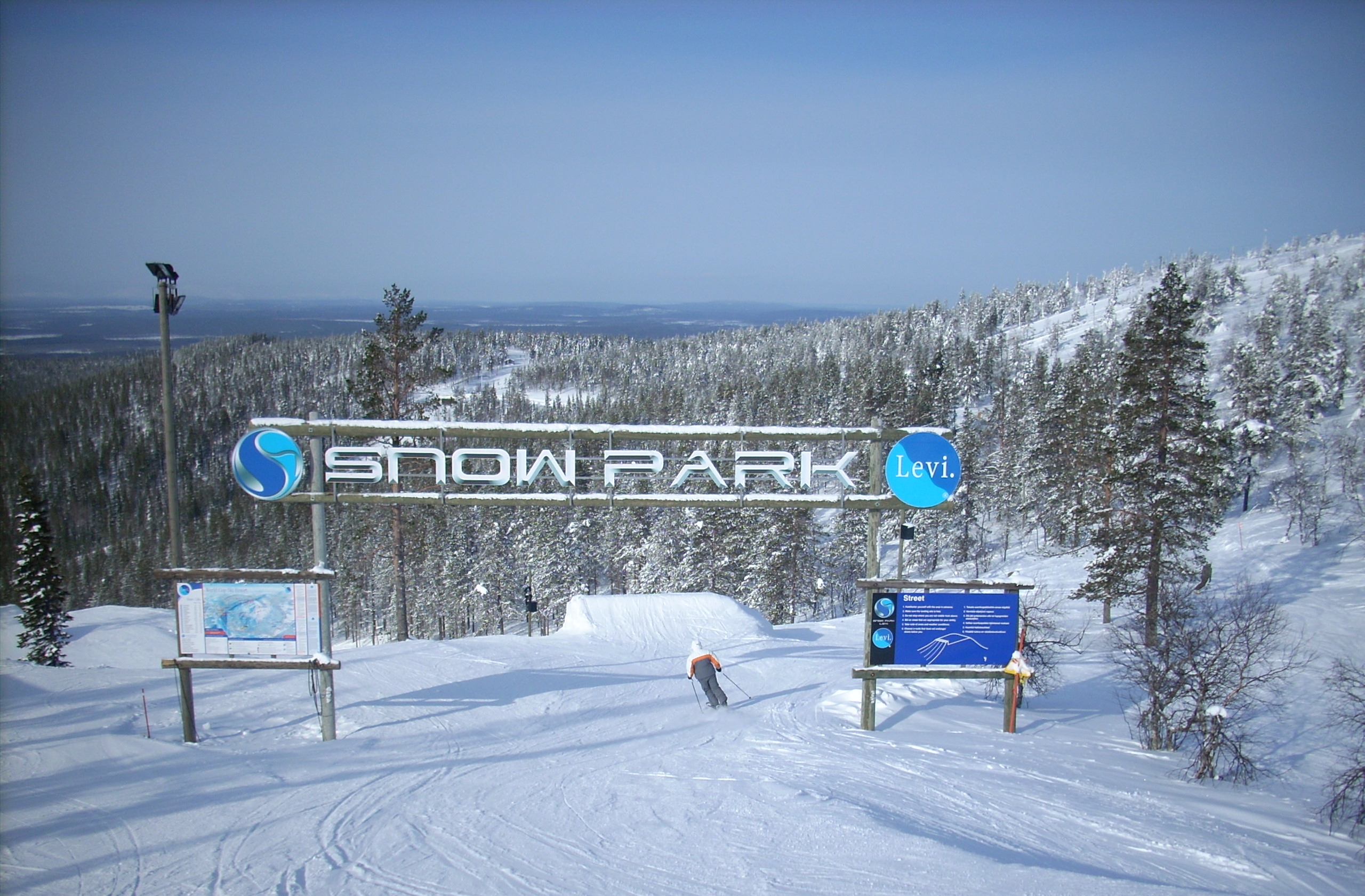
Snowpark в Леви
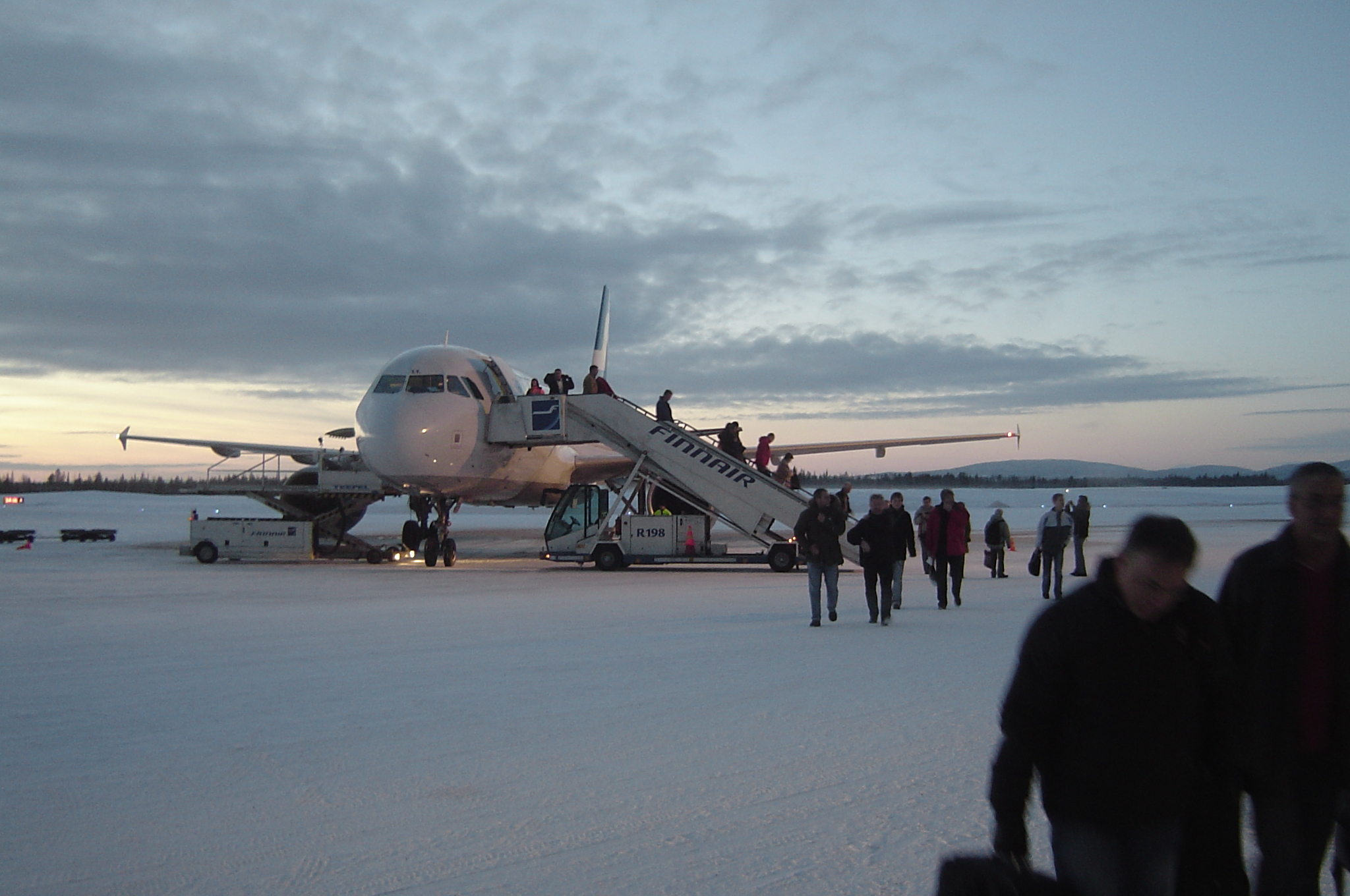
В аэропорту Киттиля
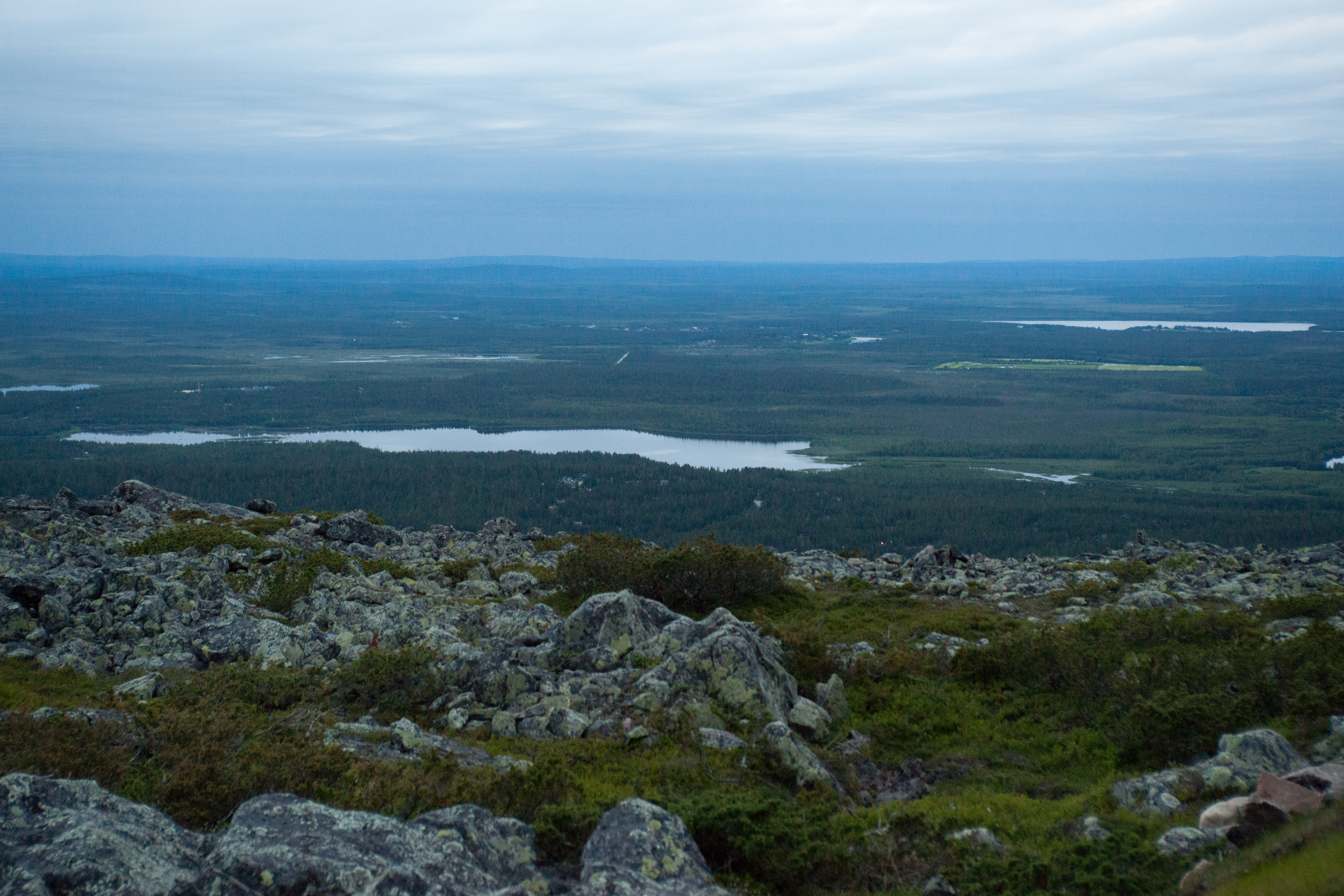
Вид из курорта Леви
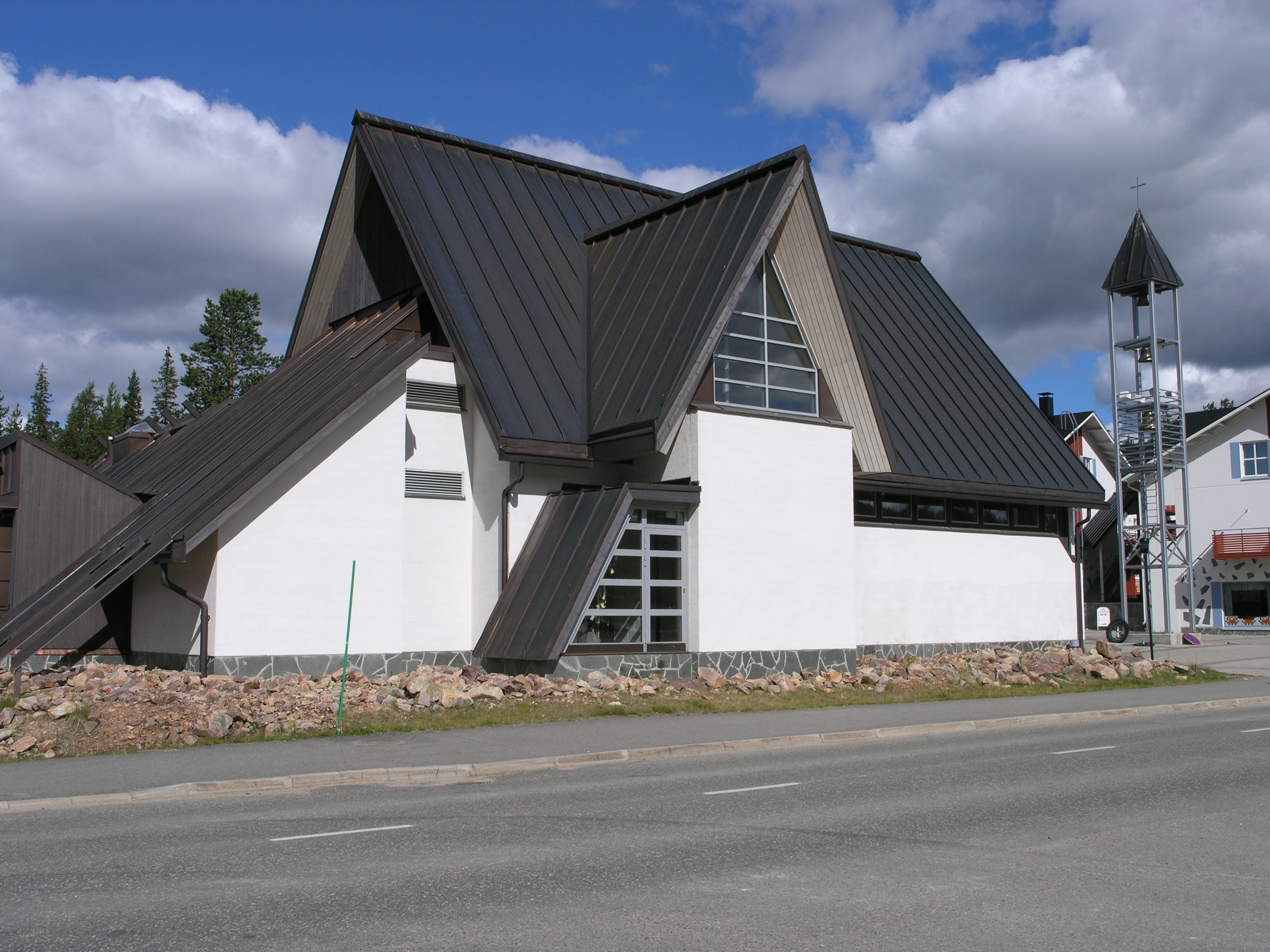
Часовня св. Марии